# 柘植の飛猿
柘植の飛猿（つげのとびざる）は、TBS系列の時代劇『水戸黄門』に登場する架空の忍者。佐々木助三郎や渥美格之進と異なり、特定のモデルは存在しない。
配役は全シリーズを通して野村将希。第17部 - 第28部および、1000回記念スペシャル（2003年12月15日放映）、最終回スペシャル（2011年12月19日放映）、2015年6月29日放映のスペシャルにも登場している。また、スピンオフ作品『水戸黄門外伝 かげろう忍法帖』にも準レギュラーで登場している。

## 水戸光圀一行に加わった経緯
- 第17部で起こった鳥羽藩のお家騒動に際して登場している。伊賀から一族の者（飛猿一族）とともに鳥羽領内に入り、鳥羽藩城代家老本多左京（中丸忠雄）に領民同様世話になり、大恩を受けていた。その恩義に報いて水戸光圀の力になろうと、光圀一行の命を狙う黒谷の道鬼（内田勝正）一味に潜入していた。騒動解決後、水戸老公一行に加わる。
- 同部の初回でかげろうお銀の相棒であった煙の又平（せんだみつお）が、道鬼一味に殺された時のいきさつ[1]から、当初はお銀に又平の敵と誤解されて狙われていた。逆に飛猿は戦闘中にお銀が道鬼一味に狙われているの邪魔したりして（同部第4話）、お銀を陰ながら守っていた[2]。

## 横顔
- 屈強の強力（ごうりき）で、基本的には肉弾戦を得意としており、最後の殺陣などではその屈強な力で壁をぶち壊して登場することが多い。
- 登場初期の第17部と第18部ではお銀と同様に忍者刀を使用することもあったが、この後の舞台および第19部以降は素手で戦うようになる（但し、まれにその後も刀を使用することはあった[3]）。
- 牢屋に入れられた人を助ける際には、牢屋の鍵や格子を力ずくで破壊して助けることが多い。
- まれにだが、1～3回の宙返りをして登場する場合がある。
- 第17部では茶色の衣装に身を包んで行動する場合もしばしば見られた[4]。第18部までは猿面を着用することもあった。
- 第18部の第15話から、独自の猿面型の小道具を使用するようになる。弥七の風車同様、武器や投げ文の手段となった。
- 飛猿が弥七と同形の風車（飛猿本人の物か、弥七から借りた物かは劇中では語られていない）を使い、水戸老公に手紙を届けたり、敵を追い払ったこともあった[5]。また、第22部の第10話のエンディングシーンでは、弥七の風車を自分の荷物に刺して旅立っていた。
- 第25部の第10話と第26話では、お銀と飛猿は出演しなかった。
- 普段は「越中富山の薬売り」として各地の情勢も探りながら行商をしており、忍びとして他者を欺くためだけの偽りの姿ではなく取り扱う薬類自体は本物で、副業として平時の生計を立ててもいる。自らも医薬の心得があり毒や劇薬を見抜く術も持つ。ただし、本場である越中富山では本物の薬売り達に怪しまれるエピソードもある。うっかり八兵衛に腹の薬を出したり、手当てをすることもある。基本的には一行とは離れて行動している。弥七またはお銀と一緒のときがある。
- お銀が芸妓などに変装して諜報活動を行う際、そのサポート役にまわることが多い。代表的な役割として、芸妓に変装したお銀が悪人の注意を逸らしている間に天井裏に潜んでいる飛猿が酒の徳利の中に眠り薬を入れ、お銀が悪人にその酒を飲ませ、眠りこんだ悪人の懐から悪事の証書を取り出し、天井裏にいる飛猿に渡すというパターンがある。
- お銀とは違い、飛猿が変装して任務を行うということはほとんどなかった。なお、スピンオフ作品の『水戸黄門外伝 かげろう忍法帖』では、第14話で呑気な村人、第16話で屈強な髭面の炭鉱夫にそれぞれ扮しており、飛猿にしては珍しく、変装して任務を行っているところを見ることができる。
- お銀と組んで任務をすることが多いので、お銀がピンチや捕まった際には飛猿が助けることが多い。
- お銀とは対等な関係だが、八兵衛には「八っつぁん」と呼び、敬語で話す。
- 光圀一行が水戸・西山荘へ帰り着くと、自らも柘植の里に帰る。
- 第17部から第28部までレギュラー出演した中で、一人二役を演じている物語は一度もない。また、放送開始してからゲスト出演したこともない（他のレギュラー陣は、一人二役で出演したり、別の役で出演経験がある）。

## その他
- 鳥羽藩騒動落着の第9話までは出演者クレジットでは、刺客仲間のくれないお蓮（MIE）とともにトメになっていたが、第10話からレギュラーにクレジットされた。
- 前作である第16部から登場したかげろうお銀とともに、風車の弥七を演じる中谷一郎の負担を軽減するために加わった。それまで一行が窮地に陥った時の最後の切り札は大抵は弥七であったのが、飛猿の登場で、飛猿が切り札になることが多くなった。弥七が出演している回でもそうした場面があり、弥七まで助けられるケースもあった。
- 第17部の第2話ではくれないお蓮と戦っていたお銀を羽交い締めにした。また、第10話でもお銀を羽交い締めにした。
- 第17部の第3話では弥七が屋根から盗み聞きしているのに気づいてはいたが、気づいていないふりをした。また、そのことを道鬼とお蓮には報告していない。
- 第17部の第5話では樵を助けるシーンや手込めにされそうになった弥生（山崎美貴）を救うシーンがあった。また、子供の耳を塞ぎ、聞かせたくない話からそっと守っていた。
- 第17部の第8話では光圀一行が刺客に狙われた際には一族の忍者たちと共に光圀一行の危機を救った。このことで、弥七が飛猿は光圀一行の味方であることに気づいた[6]。
- 第17部の第9話では一族の忍者たちを従えて立ち回りに参戦した。
- 足が速く、よく走るシーンが多い。また、運動神経が非常に優れており、第17部の第12話で鉄砲を使用した際は、かなりの腕前であった。また、乗馬の腕前も同様である。
- 第18部の第3話では、お銀と共に玄竜（川合伸旺）一味に捕まり、激しい拷問を受けた。
- 第26部の第1話では自らの柘植の里が舞台となり、かつて恋仲だったくの一の沙耶（藤田佳子）が登場した。
- 長期登場のキャラクターとしては「うっかり八兵衛」「かげろうお銀」および疾風のお娟とともに、同一俳優が演じた（2代目以後がいない）数少ないキャラクターである。
- 2015年のスペシャルの時点では上記の八兵衛やお銀（お娟）は登場しなかったため、登場しているキャラクターの中で唯一初代俳優の演じるキャラクターであると同時に、同一役で登場する俳優としては最古参だったため重鎮のような登場になっていた（異なる役での登場を含めた場合の最古参は、当初は助三郎役で出演、後に光圀を演じた里見浩太朗である）。